# Windows 1.0x
Microsoft Windows 1.0x — первый крупный релиз Microsoft Windows, семейства графических операционных систем для персональных компьютеров, разработанных корпорацией Microsoft. Впервые она была выпущена в производство в США 20 ноября 1985 года, а европейская версия была выпущена как Windows 1.02 в мае 1986 года. 
Интерфейс был создан для облегчения работы с MS-DOS, улучшения внешнего вида приложений и оптимизации работы с периферийными устройствами (например, с принтером). Программа была официально анонсирована Биллом Гейтсом 10 ноября 1983 года в Нью-Йорке, однако выпущена лишь спустя два года. Реакция пользователей на появление Windows была сдержанной, поскольку для полноценного использования приходилось приобретать очень дорогостоящее оборудование, как мышь, память большого объёма и новую модель процессора. Кроме того, в поставку входили несколько приложений, разработанных специально под более высокие характеристики компьютеров, в основном использующиеся в корпоративной среде. Многие элементы оболочки были использованы в её следующих, более успешных версиях. 
Система получила прохладные отзывы; критики высказывали опасения по поводу несоответствия ожиданиям, совместимости с очень небольшим количеством программного обеспечения и проблем с производительностью, в то время как она также получила положительные отзывы на ранние презентации Microsoft и поддержку от ряда производителей оборудования и программного обеспечения. Ее последний релиз был 1.04, и ему на смену пришла Windows 2.0, выпущенная в декабре 1987 года. Microsoft прекратила поддержку Windows 1.0 31 декабря 2001 года, сделав ее самой долго поддерживаемой из всех версий Windows. Эта версия Windows поддерживалась 16 лет и 1 месяц, что является самым долгим сроком поддержки выпуска Windows. Несмотря на это, последнее обновление для Windows 1.0x вышло в 1987 году. 

## История
Большинство графических пользовательских интерфейсов 1980-х годов ориентировалось на реализацию Xerox Alto — первого компьютера с интерфейсом схожего типа. Он позволял пользователю одним нажатием кнопки мыши запускать программы, открывать файлы без ввода расположения его директории в системе.

### Маркетинговые предпосылки к разработке
Microsoft во главе с Биллом Гейтсом также разрабатывала программное обеспечение для компьютеров Apple, но начавшиеся продажи сравнительно дешёвых IBM PC создали новый свободный сегмент рынка графических оболочек для персональных компьютеров (стоивший почти 10 тыс. долл. Apple Lisa могли позволить себе купить немногие покупатели) и Microsoft решила занять эту нишу первой.
Сложную проблему обеспечения функциональности на уровне конкурентов с медленным процессором, и без использования жёсткого диска (дорогого на тот момент времени устройства) удалось решить, но снижение производительности при этом было неизбежным. В рекламных проспектах применили хитрость: заявленная многозадачность обеспечивалась при значительно больших аппаратных требованиях, которые были напечатаны снизу мелким шрифтом.

### Разработка Windows 1.0
В сентябре 1981 года, через месяц после окончания разработки PC-DOS 1.0 для IBM, начались работы над проектом Interface Manager, который должен был ликвидировать разрыв между MS-DOS и прикладными программами, облегчив работу с подключёнными к компьютеру принтером и монитором. Interface Manager должен был быть независимым от оборудования, иметь графический режим работы, соответствовать принципу WYSIWYG и предоставлять унифицированный внешний вид для программ. 
В вышедшем в 2005 году историческом обзоре немецкий журнал Manager Magazin писал, что таким образом должна была обеспечиваться тесная связь системы и пользовательского интерфейса с тем, чтобы пользователь, выбравший определённый интерфейс, привязывался и к соответствующей операционной системе. В августе 1982 года был выпущен Microsoft Multiplan с предложением выводить все команды под строкой ввода для интуитивности. Однако под впечатлением графического пользовательского интерфейса у Xerox Star и Apple Lisa в 1982 году было решено использовать выпадающие меню и диалоговые окна с возможностью отображения нескольких документов в различных окнах, а для управления этими элементами использовать компьютерную мышь.
После того, как VisiCorp осенью 1982 года на COMDEX представила Visi On, Чарльз Симони рассказал о том, что в Microsoft разрабатывают продукт, внешне очень похожий на Visi On. В мае 1983 года ответственный менеджер Джеф Рэйкс (англ. Jeff Raikes) предложил для продукта название Microsoft Desktop; оно использовалось и ранее, но не являлось преобладающим. Однако вскоре PR-менеджеры создали более простое название — Windows — по словам Роулэнда Хэнсона, одного из вице-президентов Microsoft на момент разработки Windows, название должно было дать понять, что это оконная система.
После начала распространения Visi On в октябре 1983 года и уведомления от IBM с вопросом о том, какие продвижения есть в проекте Interface Manager, Microsoft была вынуждена анонсировать свою разработку общественности. 10 ноября 1983 Билл Гейтс в Нью-Йорке рассказал о разработке графического интерфейса для MS-DOS и о планах до конца 1984 года использовать Windows на более чем 90 процентов всех компьютеров с MS-DOS. Однако выпуск Windows 1.0 пришлось отложить несколько раз, из-за чего продукт приобрёл репутацию так называемого Vaporware, что отразилось на репутации всей компании. В течение первых трёх лет разработки сменилось в общей сложности четыре менеджера по продуктам. Один из них, Лео Никора (англ. Leo Nikora), заявил, что в процессе разработки они понадеялись на эффективность процессора Intel 8088. Windows требовала слишком много оперативной памяти и не отличалась производительностью. Между тем появились такие многозадачные среды, как DESQview от Quarterdeck, IBM TopView (январь 1985) от IBM и GEM (февраль 1985) от Digital Research, улучшенные по сравнению с продукцией конкурентов. После реструктуризации компании Microsoft в августе 1984 года ответственность за пользовательский интерфейс была возложена на Нила Конзена (англ. Neil Konzen). Чтобы облегчить оболочку, он переопределил множество внутренних процедур в Windows. Для демонстрации эффективности Windows по образцу Apple были созданы программы Write и Paint. Под руководством Тэнди Троуэра появились такие дополнительные инструменты, как календарь, калькулятор, карточная игра, часы и игра реверси. На COMDEX в мае 1985 года Windows была представлена общественности. Windows стала поддерживать мышь вместе с клавиатурой, а также была объявлена поддержка импорта PIF-файлов из IBM TopView.
28 июня 1985 Microsoft поставила первую тестовую версию (1.00) для разработчиков программного обеспечения и производителей компьютеров.
|              | Не было достаточно времени, чтобы внести изменения. Баллмер настаивал на том, чтобы не менять то, что уже было сделано […] не было достаточно времени, чтобы изменить системный шрифт Windows […] с моноширинного на пропорциональный, что делало общий вид немного неуклюжим, особенно по сравнению с недавно анонсированным интерфейсом Macintosh. Стив [Баллмер] пообещал, что к следующему релизу я получу некоторую творческую свободу вносить существенные изменения в интерфейс. Мне можно было добавить некоторые функциональные возможности, чтобы усилить привлекательность для конечных пользователей, но весь продукт нужно было завершать, а не заниматься доработками, которые повлекли бы задержки, ставившие под угрозу его выпуск тем летом. (рус.) |  | There wasn’t much time to make changes. Ballmer was emphatic not to redefine what was already done […] was not enough time to change the Windows system font […] from a fixed width typeface to a proportional typeface, which made the overall look a bit clunky, especially in comparison to the newly announced Macintosh interface. Steve’s promise was that in the next release I would get creative freedom to make any significant changes to the product’s interface. I could add some functionality to make it more appealing to end-users, but overall the product needed to be finished, not further tweaked in any way that jeopardized getting it out that summer without further embarrassment. (англ.) |  |
| Тэнди Троуэр | |  | |  |

### Непосредственный релиз
Окончательный выпуск оболочки с номером 1.01 произошёл 21 ноября, тогда программа была представлена на пресс-конференции. О поставке в розничную торговлю было объявлено уже накануне. Объявленная стоимость в США составляла 99 долларов, в Германии — 399 немецких марок. К апрелю 1987 года было продано около полумиллиона копий.
Над созданием первой версии Windows работало 24 программиста, они потратили около 110 000 часов. Кроме того, перед ними стояли задачи по тестированию. 85 % системы было написано на Си. Только критически важные её части были реализованы на ассемблере.
Это уникальное программное обеспечение предназначено для серьёзного пользователя компьютера…Билл Гейтс
На японский рынок оболочка версии 1.03 вышла как комплектная операционная система для NES PC-9801 VX4/WN в ноябре 1986 года. В японскую версию также была добавлена программа WSWITCH, позволяющая переключать память на компьютерах NEC PC-980x.

### Существовавшие на момент выпуска решения
Когда на программном рынке появилась Windows, существовали продукты с аналогичным набором функций:
- Visi On от VisiCorp[англ.] могла запускать только специализированные приложения, запрограммированные только под эту систему. Для их разработки нужна была мини-ЭВМ VAX или DEC. Пользователям приходилось пользоваться программами, самостоятельно разработанными фирмой VisiCorp: программа для обработки текста, таблиц и графический редактор. Для работы Visi On нужно было также приобретать дорогие жёсткие диски. По этим причинам продажи этой системы были неудовлетворительными, так как в разработку было вложено около 10 миллионов долларов[39].
- IBM TopView[англ.] хоть и не имел графического интерфейса и использовал текстовый режим, но мог выполнять DOS-программы. Однако только специально разработанные для TopView приложения могли выполняться параллельно, что означало получение возможности обмениваться данными с помощью буфера обмена.
- GEM от Digital Research мог только запускать приложения и не сильно отличался от Xerox PARC, в котором были, например, перекрывающиеся окна — Microsoft ввела их только в Windows 2.x[40].

### Последующие обновления
В январе 1986 года было выпущено обновление 1.02. Эта версия стала первой локализованной на европейские языки, которую начали продавать в Европе. В августе 1986 года была выпущена версия 1.03. В ней были добавлены драйверы для европейских раскладок клавиатуры, а также драйверы для принтеров и монитора. Была добавлена поддержка компьютеров типа AT&T 6300 и 6300 Plus, поддержка MS DOS 3.2 и поддержка дисководов[прояснить] для 3,5″ дискет.
|  | Версия Windows 1.03 поддерживает все функции [старых версий] и заменяет собой версии 1.01 для США и 1.02 для Европы |

В апреле 1987 года было выпущено последнее обновление 1.04. В нём была добавлена поддержка компьютеров IBM PS/2, однако не добавлено поддержки новых видеокарт VGA. В ноябре 1987 года вышел преемник Windows 1.0x — Windows 2.x.
- Сравнение экранов загрузки Windows 1.01 и Windows 1.04. Видно, как поменялся логотип Microsoft.
- Изображение загрузки Windows 1.01
- Изображение загрузки Windows 1.04

### Windows 1.11
1 июля 2019 года компания Microsoft в своём твиттере и инстаграме представила новое приложение Windows 1.11. Сначала оно тизерилось как новая Windows 1.0, но потом выяснилось, что приложение на самом деле было тизером к новому третьему сезону сериала «Очень странные дела». Вскоре приложение появилось в официальном магазине Microsoft Store: Windows 1.11 (англ.) (позже приложение удалили), а на сайте появилась промостраница: Experience 1985 with Windows 1.11 and Stranger Things 3 (англ.). Приложение доступно только для Windows 10 версии 10240 и выше. В этом приложении были скопированы почти все элементы из оригинальной системы, но был добавлен и дополнительный эксклюзивный контент в виде специальных багов или «пасхальных яиц».

## Функциональность
Начиная с версии 1.01 Windows имела GDI — один из основных компонентов, составляющих пользовательский интерфейс, который позволяет отрисовывать любое изображение на разных типах экранов или принтеров без изменения самого графического файла. Система поддерживала графические адаптеры EGA компьютеров серии IBM PC/AT. В мае 1986 года последовала локализованная версия 1.02 с поддержкой основных европейских языков. Версии 1.03 (август 1986) и 1.04 (апрель 1987) содержали незначительные улучшения, патчи, обновлённые драйверы устройств, в том числе драйверы для европейских клавиатур и дополнительные драйверы для экрана и принтеров, а также была добавлена поддержка графических режимов Tandy, AT&T и графических адаптеров VGA, появившихся в компьютерах серии PS/2. В то же самое время Microsoft совместно с IBM анонсировала OS/2 с графическим интерфейсом Presentation Manager, которая, по замыслу компаний, должна была со временем заменить как MS-DOS, так и Windows.
Запуск системы производился открытием файла WIN.COM из командной строки DOS. При этом открывался рабочий стол с программами MS-DOS, совместимыми с файловым менеджером. Это позволяло пользователям без знания точного синтаксиса команд MS-DOS копировать файлы, каталоги, создавать приложения для DOS и Windows. Запущенные программы отображались в нижней части экрана как значки. С помощью панели управления можно было настраивать определённые свойства Windows в соответствии с предпочтениями пользователя. Так, могли быть установлены используемые цвета или частота мерцания курсора. Благодаря прилагаемой службе «Диспетчер очереди печати» стала возможной печать файлов в фоновом режиме. Буфер обмена позволил производить обмен данными между приложениями. Средство «Терминал» позволяло общаться с другими компьютерами по нуль-модемному соединению.
Все приложения, разработанные под Windows, имели другой формат, отличный от формата приложений DOS — NE (от англ. New Executable).

### Совместимость с DOS-приложениями
Так как не все программы были совместимы с Windows, в системе пришлось оставить поддержку DOS-приложений. Они могли работать так же, как и под DOS, но уже без графического интерфейса с центральной графикой и драйверами.
|  | Windows имела небольшой успех, так как приложений для нее было мало. […] Работа с DOS приложениями под Windows почти не принесла преимуществ. […] MS-DOS 3.2 полностью поддерживается. |

С помощью PIF-файлов эти приложения можно было настроить, например, в использовании памяти или периферийных устройств (см. ниже).
DOS-приложения, использовавшие только системные вызовы (так называемые «совместные программы» (нем. kooperative Programme)),  запускались в окне Windows. Таким образом росла и потребность в памяти, так как они загружались туда в дополнение к оболочке.

### Комплект поставки
Поставлявшаяся вместе с оболочкой программа Write примерно соответствовала по функциональности программе Microsoft Word для Macintosh и впервые на IBM PC позволяла работать с форматом файла Word, имеющим расширение .doc. Paint была создана как аналог графического редактора из Macintosh. Также Windows содержала редактор PIF, логические компьютерные игры (реверси, карточные) и различные утилиты, имитирующие предметы находящиеся на обычном офисном столе: калькулятор, календарь, блокнот, а также часы.
В комплекте поставки Windows находились драйверы для 19 моделей принтеров фирм Epson, IBM, OKI, NEC, C. Itoh, Star, Toshiba, TI и HP. Также Windows поддерживала карты расширения памяти стандарта LIM-EMS, с помощью которых компьютерная память, ограниченная в рамках DOS 640 килобайтами, могла быть увеличена до нескольких мегабайт.
Частью установки были PIF с настройками по умолчанию. Изначально содержимое на установочных дискетах не было разбито на категории, в отличие от многих других оболочек и более поздних версий Windows. Начиная с версии 1.03 в распространявшийся комплект входили шесть (ранее пять) 5,25-дюймовых дискет с названиями WIN1, WIN2, ANWENDGN, FONTS, HILFSPRG и WRITEPRG. Все установочные файлы были в несжатом формате записи.
Для разработчиков распространялся Windows SDK — набор специальных утилит и исходных кодов для упрощения разработки программ для Windows. В набор утилит входила специальная версия Microsoft C Compiler 3.0. К набору прилагался двухтомный справочник, в котором была подробная инструкция для написания Windows-приложений. Заголовочный файл приложений занимал примерно 80 КБайт. Стоимость комплекта для разработчиков составляла порядка 500 долларов.

### Системные требования
Изначально минимальные системные требования для установки с пяти 5,25-дюймовых дискет с Windows 1.01 были следующими: 
процессор Intel 8088, 
256 КБайт памяти, 
два дисковода для установки, а также MS-DOS 2.x или более поздней версии. На момент запуска имелась поддержка работы в сети (MS-DOS с версии 3.1, ноябрь 1984). 
Windows 1.0 поддерживала видеокарты стандартов HGC, CGA и EGA, но не полностью. Например, MS-DOS только в более поздней версии 3.2 полностью поддерживала CGA; по умолчанию имелась поддержка только чёрно-белого изображения.

## Реакция общества
Windows 1.0 была выпущена и получила смешанные отзывы. Критики считали, что платформа имеет будущий потенциал, но чувствовали, что Windows 1.0 не оправдала ожиданий и что она не может конкурировать с операционной системой Apple с графическим интерфейсом пользователя. Ее также критиковали за ее медлительность и совместимость с очень небольшим количеством программного обеспечения. Обзоры критиковали ее высокие системные требования, особенно отмечая низкую производительность при одновременном запуске нескольких приложений, и то, что Windows поощряла использование мыши для навигации, относительно новую концепцию в то время. Опрос журнала InfoWorld в декабре 1985 года показал, что в компаниях по обработке данных оболочке Windows предпочитают продукты GEM или TopView, их не привлекало даже получение лучшей интеграции. 
В эксплуатации Windows оказалась очень медленной; для полноценного использования было необходимо приобретать новое оборудование: карту расширения, мышь, видеокарту, которые были очень дорогими и, соответственно, не очень популярными. 
Только немногие производители IBM-совместимых ПК поставляли Windows вместе с машинами. 
К тому же, специально разработанных приложений для использования возможностей Windows было мало. Первой написанной не Microsoft программой для Windows была программа для рисования In-A-Vision Пола Грейсона (англ. Paul Grayson) из компании Micrografx. 
Для разработки Windows-приложений необходимо было иметь Software Development Kit, состоявший из семи дисков, включающих в себя специальные версии компилятора Си от Microsoft, и почти 1000-страничную документацию Windows API, которая была сложна даже для программистов. 

Только в декабре 1986 года появилось DTP-совместимое программное обеспечение PageMaker от Aldus, являющееся первым крупным приложением для Windows. По причине слабого распространения программы[какой?] PageMaker распространялся с помощью специальной среды выполнения. 

В конце октября 1987 года Microsoft выпустила Microsoft Excel 2.0 — первую собственную специально разработанную под Windows программу. Она появилась одновременно с Windows 2.0 и поставлялась с компьютерами с процессором Intel 80286. 
Журналист Джим Сеймур (англ. Jim Seymour) высказал мнение о Windows вскоре после её появления в журнале PC Week:
|  | Я — фанат Windows, и невзирая на сегодняшние характеристики, я верю, что в один прекрасный день Windows будет нужной. […] На мой взгляд, программистам нужно создавать новые приложения для Windows, даже на будущее, а также переводить уже существующие продукты. |

Журналист «Нью-Йорк таймс» отметил, что Windows довольно требовательна к ресурсам и медленно работает даже с 512 КБайтами памяти:
|  | Windows к тому же ещё и является очень прожорливой к памяти программой. Согласно написанному на купленной копии, она требует минимум 256 КБайт оперативной памяти. Под списком требований мелким шрифтом упомянуто, «чтобы запускать приложения в многозадачном режиме или DOS 3.3, нужно использовать бо́льше памяти». Зачем кто-то будет покупать Windows без поддержки многозадачности, для меня загадка. Даже в этом случае Windows с 512 КБайтами памяти сродни наливанию патоки в Арктике. И чем больше открываешь окон, тем более медлительными они становятся. |

Журналист немецкого журнала CHIP при сравнении Windows, Top View, GEM и Macintosh также подметил большое потребление памяти стандартными программами первой:
|  | Однако комфортной работы обычно не наблюдается из-за производительности обычной конфигурации компьютера с двумя дисками по 360 КБайт каждый и максимум 640 КБайт обновляемой оперативной памяти. В принципе, программа [Windows] надёжно работает практически на каждом компьютере. […] Только Paint поглощает около 90 КБайт, Write занимает почти 190 КБайт: уже больше половины требуемых 360 КБайт. Слишком рано похвалили Windows за «Многозадачность на персональном компьютере» с одной только Windows! […] Если только вы не решите приобрести жесткий диск, на котором программа может быть размещена довольно комфортно. Это делает Windows гораздо более требовательной к оборудованию, чем хотелось бы. Для того, чтобы иметь возможность удобно и быстро работать в «окне» с помощью многозадачности, почти невозможно обойти 16-разрядный ПК с жестким диском, оснащённым максимально возможной тактовой частотой: IBM AT - или что-то в том же классе производительности. |